# اچ‌ام‌اس کانکوئرر (۱۷۵۸)
اچ‌ام‌اس کانکوئرر (۱۷۵۸) (به انگلیسی: HMS Conqueror (1758)) یک کشتی بود که طول آن ۱۶۰ فوت (۴۹ متر) بود. این کشتی در سال ۱۷۵۸ ساخته شد.